# Себастьян Бах
Себастьян Бах (англ. Sebastian Bach); справжнє ім'я — Себастьян Філіп Бірк (англ. Sebastian Philip Bierk) (нар. 3 квітня 1968) — канадсько-американський  співак, який досяг великого успіху як фронтмен хард-рок-гурту Skid Row з 1987 по 1996 рік.  Продовжує музичну кар'єру як сольний артист. З часу, коли він залишив Skid Row, мав багато телевізійних ролей (у Trailer Park Boys, The Masked Singer та Gilmore Girls), виступів на Бродвеї, що пізніше призвело до успішної сольної кар'єри.

## Ранні роки
Народився 3 квітня 1968 року на Багамах, а виріс у Пітерборо, Онтаріо.  Він один із восьми дітей. Його брат Зак Бірк — колишній професійний хокеїст.
Його батько, Девід Бірк (пом. 2002), був відомим художником, який намалював обкладинку альбому Skid Row Slave to the Grind і внутрішнє оформлення обкладинки Subhuman Race, а також обкладинку альбому сольного альбому Баха Angel Down і внутрішнє оформлення для наступного альбому Give 'Em Hell. 
Бах приєднався до церковного хору, коли йому було вісім років, і отримав велику радість, співаючи з ними «Gloria in Excelsis Deo». Співаючи гімн, він знав, що співатиме все життя. 

## Кар'єра

### Kid Wikkid (1983–1985)
Члени Kid Wikkid проживали в Пітерборо, Онтаріо. Почувши про гурт і не знаючи їхнього віку, 14-річний Бах пішов на прослуховування до гурту, і його найняв гітарист і лідер групи Джейсон Делорм. Кід Віккід повернувся до Торонто, і батько Баха зрештою дозволив Баху переїхати до тітки.[джерело?]

### Skid Row (1987–1996)
Гурт Skid Row утворився в середині 1980-х років з провідним вокалістом Меттом Феллоном, і вони почали грати в різних клубах Нью-Джерсі. Феллон залишив гурт в 1987 році, і Skid Row почав шукати нового фронтмена. Баха помітили співаючим на весіллі рок-фотографа Марка Вайса батьки Джона Бон Джові, які згодом підійшли до нього та запропонували йому зв’язатися з другом їхнього сина, Дейвом Сабо, який шукав головного вокаліста для своєї групи.  Бах побоювався приєднатися до іншого американського гурту після короткого перебування в детройтському гурті Madam X. Проте, почувши демо-записи Skid Row, Бах прилетів до Нью-Джерсі на прослуховування та на початку 1987 року став провідним вокалістом гурту, що набував популярності.

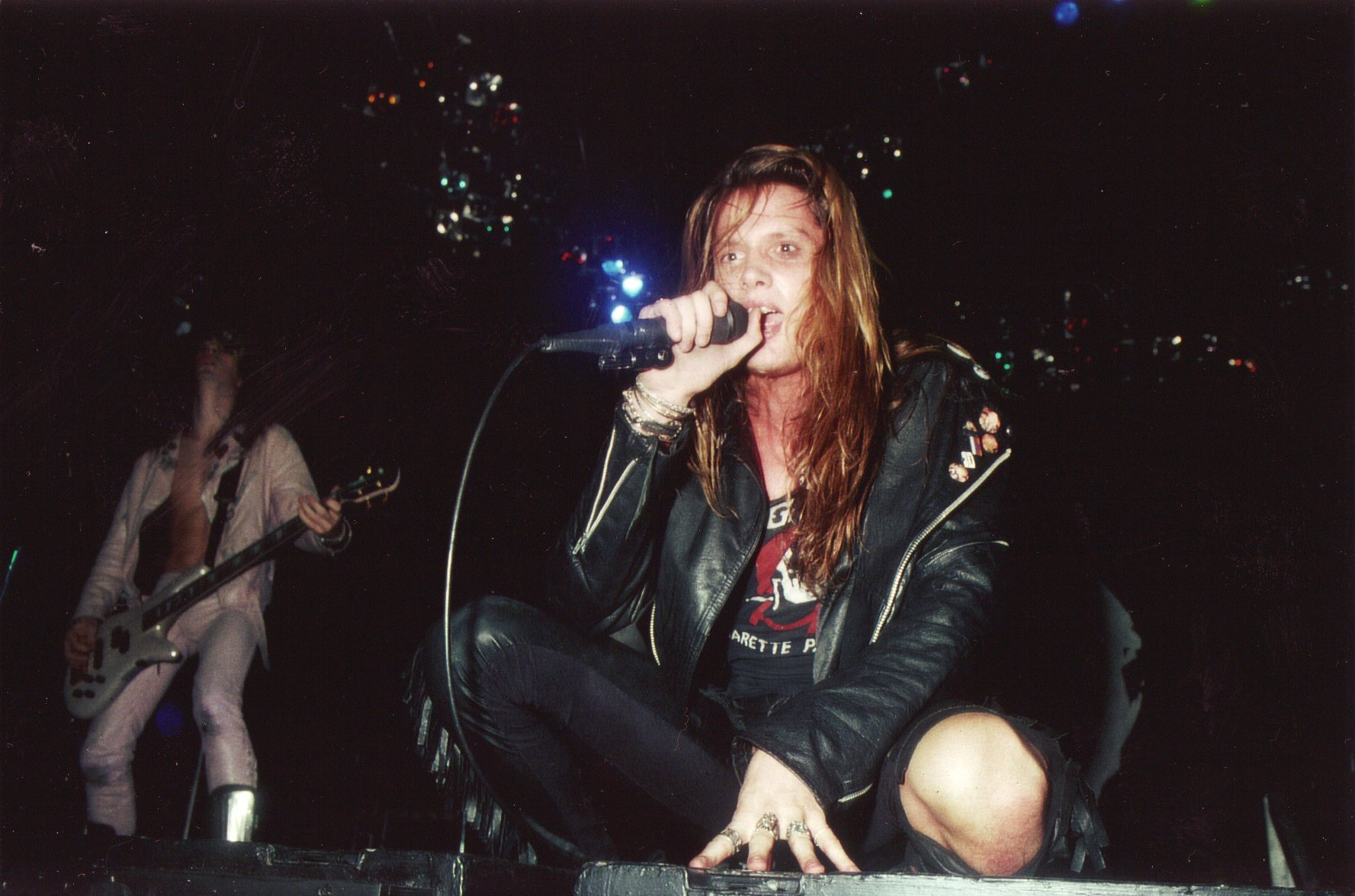
Рейчел Болан (ліворуч) і Бах на розіграші Mötley Crüe у 1989 році

Skid Row досяг комерційного успіху наприкінці 1980-х і на початку 1990-х років, коли його перші два альбоми Skid Row (1989) і Slave to the Grind (1991) стали мультиплатиновими, останній з яких посів перше місце в Billboard 200. Третій альбом гурту Subhuman Race (1995) також отримав схвальні відгуки критиків.
Баха розкритикували за фотографію, зроблену в 1989 році, на якій він одягнений у футболку з написом «AIDS Kills Fags Dead», що відтворювало слоган тогочасного інсектициду Raid, «Raid Kills Bugs Dead». В інтерв’ю 2003 року заявив про суперечку: «Для мене було справді безглуздо і неправильно носити це протягом півгодини в моєму житті. Ніхто не згадує про те, що в 2000 році, коли я грав у «Jekyll & Hyde», і на аукціоні Broadway Cares я пожертвував 12 000 доларів власних грошей на боротьбу зі СНІДом». 
Після розбіжностей щодо музичного матеріалу та розлючення Болана, Баха звільнили з гурту в 1996 році. Проте поширювалися чутки, що він покинув колектив через те, що інші вважали, що їм не варто грати на розігріві Kiss.  Колега по гурту Рейчел Болан також мав сайд-проєкт, панк-гурт Prunella Scales, який виступав одночасно з запланованим шоу Kiss. Розрив між Бахом та іншими учасниками гурту згодом призвів до того, що він покинув Skid Row.  Через чотири роки Skid Row був одним із відкривачів  прощального туру Kiss 2000 року без Баха. 

### Бродвей та інші проєкти (1996–2006)
У 1993 році Бах невдовзі гастролював із Triumph після випуску їхнього альбому Edge of Excess, будучи фронтменом, аж доки група не розпалася пізніше того ж року.[джерело?]
У 1996 році Бах приєднався до The Last Hard Men, альтернативного рок-супергурту, сформованого головним гітаристом Breeders Келлі Ділом, до якого також увійшли гітарист The Frogs Джиммі Флеміон і барабанщик Smashing Pumpkins Джиммі Чемберлін. Гурт записав повноцінний однойменний альбом для Atlantic Records, який потім вирішив не випускати його. У 1998 році він був випущений на лейблі Kelley Deal, Nice Records, без фанфар і дуже обмеженим тиражем у 1000 компакт-дисків. Гурт також записав кавер на пісню Еліса Купера «School's Out» для альбому саундтреків до фільму «Крик» 1996 року.
У 1999 році Бах випустив свій дебютний сольний альбом Bring 'Em Bach Alive!, його перший реліз після відходу зі Skid Row. В основному концертний альбом із піснями Баха у Skid Row, він також представив п’ять нових студійних записів, включаючи сингл «Superjerk, Superstar, Supertears».
У 2000 році Бах почав виступати в бродвейських постановках. Він дебютував на Бродвеї з головною роллю (ролями) у Jekyll & Hyde у квітні 2000 року. Також з'явився як Ріфф Рафф у The Rocky Horror Show у 2001 році. 28 листопада 2001 року Бах виступив на благодійному концерті New York Steel у відповідь на події 11 вересня. 
На початку 2002 року став ведучим програми Forever Wild на VH1. У жовтні того ж року Бах був підписаний на участь у національній гастрольній виставі Jesus Christ Superstar, зігравши головну роль разом із ветераном JCS Карлом Андерсоном.
DVD-відео живих виступів під назвою Forever Wild було випущено в червні 2004 року. Того ж року він повторив головну роль (ролі) в іншому показі Jekyll & Hyde. 
У 2003 році Бах був учасником Velvet Revolver, перш ніж гурт знайшов Скотта Вейланда, але йому було відмовлено, оскільки, за словами Слеша, «ми звучали як Skid Roses!» З 2003 по 2007 рік Бах неодноразово грав у телевізійному шоу WB «Gilmore Girls» як «Гіл», провідний гітарист у гeрті Лейна Кіма Hep Alien.  Члени Bach Tight Five (проєкт, ініційований Бахом у 2004 році, але незабаром розпущений) жили з Бахом та його сім’єю, як це було задокументовано на каналі VH1 I Married ...Sebastian Bach, одна із серії «I Married...». У 2005 році Бах співпрацював з Геннінгом Полі, щоб стати співаком на альбомі Frameshift під назвою An Absence of Empathy, який вийшов у квітні 2005 року. Його порекомендував Геннінгу Джеймс Лабрі з Dream Theater

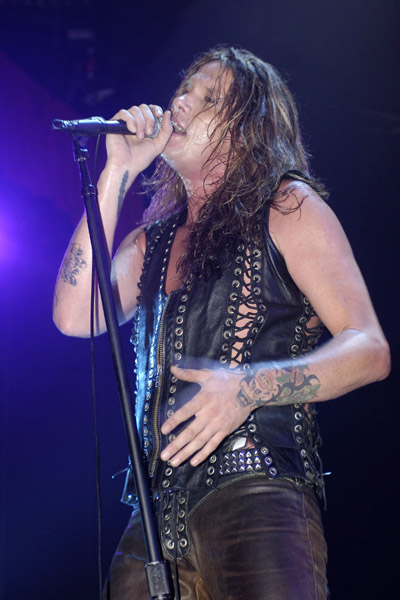
Виступ Баха в 2006 році

12 і 14 травня 2006 року на шоу-розминці Guns N' Roses у Hammerstein Ballroom у Нью-Йорку Бах приєднався до Ексла Роуза на сцені під час виконання пісні «My Michelle». Доєднався до Роуза та решти втретє наступного вечора (15 травня), щоб ще раз заспівати «My Michelle». Також виступив разом з ними на шоу Pre-Download Festival в Apollo Hammersmith, Лондон, співаючи «My Michelle». Роуз представив Баха, сказавши, що вони відновили свою дружбу минулого тижня після 13 років без розмов. 4, 9 і 11 червня він знову приєднався до Роуза на сцені 2006 Gods of Metal Festival (Мілан), Download Festival в RDS Дублін і Донінгтон відповідно. 23 вересня 2006 року він знову приєднався до Ексла на сцені на фестивалі Inland Invasion KROQ-FM у Каліфорнії для виконання пісні «My Michelle».[джерело?]

### Reality TV іAngel Down(2006–2010)
У 2006 році Бах знявся в реаліті-шоу VH1 Supergroup, в якому йому разом із Тедом Нуджентом, Скоттом Йеном, Джейсоном Бонемом і Еваном Сейнфелдом було доручено створити хеві-метал супергурт з Бахом як головним вокалістом. Семисерійний серіал знімали протягом дванадцяти днів, коли музиканти жили разом в особняку в Лас-Вегасі. У результаті створений гурт, який спочатку називався «Fist», згодом отримав назву Damnocracy; обидві назви були ідеями Баха. У Damnocracy не було жодного запису. 
У 2007 році Бах оголосив про партнерство з EMI для спільного створення лейбла, який належить йому, включаючи альбом Angel Down, який був випущений 20 листопада 2007 року.  Бах також записав бек-вокал для пісні «Sorry» на довго відкладеній «Chinese Democracy» Guns N' Roses, яка була випущена в листопаді 2008 року.  Літо 2008 року він провів, граючи з Poison і Dokken. 
У 2007 році брав участь у реаліті-шоу MTV Celebrity Rap Superstar, де посів третє місце.
Бах став переможцем другого сезону реаліті-шоу CMT Gone Country, яке вийшло в етер у 2008 році. 

### Kicking and Screamingand Sterling's departure (2010–2012)
Бах виступав на розіграші «Chinese Democracy Tour» Guns N' Roses у 2009–2010 роках і виконав «My Michelle» з Екслом Роузом у Квебеку 1 лютого 2010 року. 5 січня 2011 року був представлений у шоу Джиммі Феллона на каналі NBC у прямому виступі та зняв відео «We Are The Ducks», балади, написаної для Університету Орегона Дакс, яка зіграє в національному чемпіонаті BCS у понеділок, 10 січня 2011 року. У 2011 році Бах дав інтерв’ю британському металкор-гурту Asking Alexandria в випуску Revolver за березень/квітень. Гурт є фанатами Skid Row і записав кавер-версії двох їхніх пісень за рік до інтерв’ю.  Того ж року Бах виконав із гуртом «Youth Gone Wild » наживо на Revolver Golden Gods Awards і Rock on the Range.  Бах також знімався в їхньому кліпі «Closure».
Бах озвучив принца Тритона, непокірного сина короля Нептуна, в епізоді «Губка Боб Квадратні Штани», «Губка Боб і Битва Тритона» у 2010 році. 15 червня 2011 року Бах повідомив, що його майбутній сольний альбом буде називатися Kicking & Screaming. 8 липня 2011 року було опубліковано трек-лист, обкладинку та назву першого синглу. Він був випущений 27 вересня 2011 року для Північної Америки та всього світу та 23 вересня 2011 року для Європи на Frontiers Records. 13 серпня 2012 року Нік Стерлінг був звільнений Бахом після того, як він відмовився підписати угоду про участь у телешоу, яке не розголошується. 

### Big Noize(2012–2013)
Big Noize, заснований в 2007 році, був супергуртом, до складу якоого входили член-засновник і барабанщик Вінні Аппісі (Black Sabbath, Dio, Heaven & Hell), а також інші «монстри», такі як гітарист Карлос Кавазо (Quet Riot), пізніше замінений Джорджем Лінчем (Dokken, Lynch Mob), басист Філ Суссан (Оззі Осборн) і вокаліст Джо Лінн Тьорнер (Rainbow). Тьорнера замінив Бах на фестивалі Kavarna Rock 14 липня 2012 року та в турі до Південної Америки, який розпочався в Чилі 9 липня 2013 року. 

### Give 'Em Hell і гастролі(2013–2023)

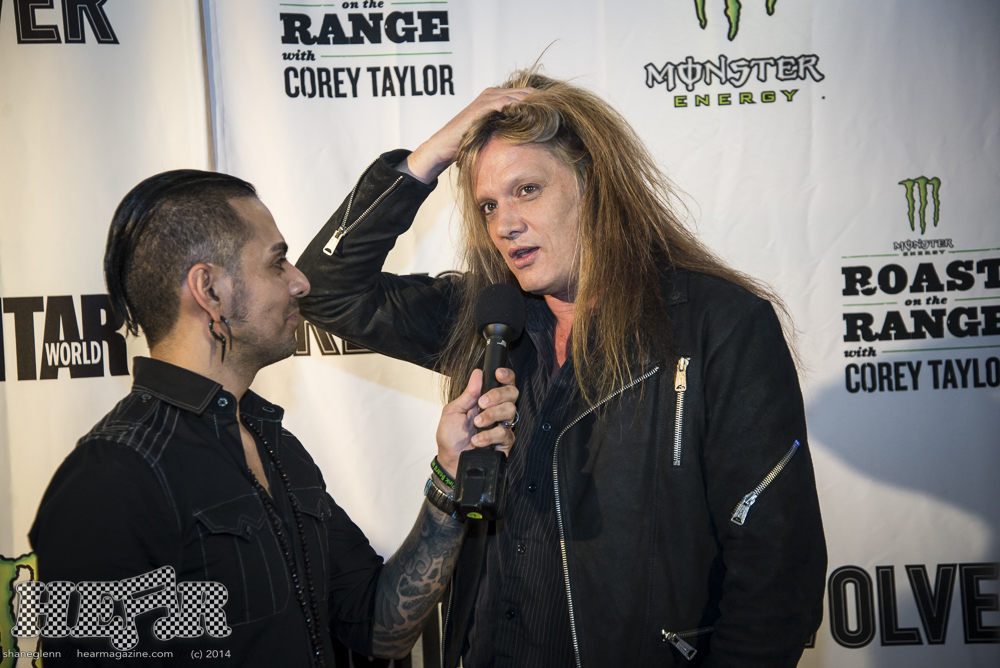
Інтерв'ю з Бахом у 2014 році

30 квітня 2013 року Бах підтвердив через Twitter, що йде робота над новим альбомом, додавши, що Боб Марлетт повернеться як продюсер.  Над майбутнім альбомом Бах співпрацював з John 5, Даффом Маккаганом і Стівом Стівенсом. 13 січня 2014 року альбом Give 'Em Hell було оголошено з передбачуваною датою виходу 22 квітня 2014 року.  Бах також з'явився в двох епізодах Trailer Park Boys з сезону 2014 року. У 2014 році Бах завершив свій тур Give 'Em Hell, а в 2015 році відправився в ще один тур під назвою «18 and LIVE».
У 2019 році здійснив тур на честь 30-ї річниці однойменного дебютного альбому Skid Row, виконавши його наживо повністю.  20 липня 2021 року було оголошено, що Бах здійснить тур восени на 30-ту річницю Slave to the Grind Skid Row. 

### Child Within the Man(2023 – дотепер)
У 2023 році Бах брав участь у десятому сезоні The Masked Singer як «Тікі». Виконав I Wanna Rock разом із Ginuwine як "Husky".  Також у грудні 2023 року випусти першу за майже десять років нову пісню «What Do I Got to Lose?» 
У березні 2024 року Бах анонсував майбутній альбом Child Within the Man, який був випущений 10 травня. 

## Особисте життя
Свого часу Бах жив у Ред-Бенку, штат Нью-Джерсі.  У серпні 2011 року його будинок у Нью-Джерсі постраждав від урагану «Айрін» і був визнаний непридатним для проживання. Кілька артефактів Kiss і Skid Row (включаючи майстер-стрічки Skid Row) були в будинку, але жоден не був пошкоджений.  Картини його батька, комікси та гаргульї Kiss з їхнього туру 1979 року також були врятовані. 
У середині 1980-х років Бах почав зустрічатися з Марією Аквінар. У 1988 році у пари народився син Періс. Бах і Аквінар одружилися в липні 1992 року і народили ще одного сина Лондона в 1994 році та доньку Себастьяну, яка народилася в 2007 році. Бах і Аквінар розійшлися в квітні 2010 року 
У грудні 2010 року Бах почав зустрічатися з моделлю Мінні Гуптою. Вони були заручені в квітні 2012 року, але розірвали заручини наприкінці 2014 року.
28 грудня 2014 року Бах заручився із Сюзанною Ле після двох місяців стосунків. Вони одружилися в серпні 2015 року і зараз живуть у Лос-Анджелесі.  

## Учасники сольного гурту

### Поточні учасники
- Себастьян Бах — вокал (1997—дотепер)
- Клей Юбенк — бас-гітара (2024—дотепер)
- Броуді ДеРозі — гітари (2024—дотепер)
- Періс Бах — барабани (2024–дотепер)

### Колишні учасники
- Mark "Bam Bam" McConnell – барабани (1997–2005)
- Jimmy Flemion – гітари (1997–1999)
- Larry Fisher– бас-гітара (1997–1999)
- Richie Scarlet – гітари (1998–2002)
- Anton Fig – барабани (1998–2000)
- Paul Crook – гітари (1999–2004)
- Johnny Chromatic – гітари (2004–2014)
- Ralph Santolla – гітари (2004–2005)
- Randall X. Rawlings – гітари (2004–2005)
- Adam Albright – гітара (2004–2005)
- Cheeze (né Brian Hall) – бас-гітара (2004–2005)
- Mike Dover – барабани (2004)
- Bobby Jarzombek – барабани (2005–2019)
- "Metal" Mike Chlasciak – гітари (2005–2008)
- Steve Di Giorgio –бас-гітара (2005–2007)
- Nick Sterling – гітари (2009–2012)
- Jason Christopher – бас-гітара (2012–2014)
- Jeff George – гітари (2012–2013)
- Devin Bronson – гітари (2013–2014)
- Brent Woods – гітари (2014–2024)
- Rob De Luca – бас-гітара (2005–2012, 2014–2024)
- Jeremy Colson – барабани (2019–2024)

## Дискографія
- Bring 'Em Bach Alive! (1999)
- Angel Down (2007)
- Kicking & Screaming (2011)
- Give 'Em Hell (2014)
- Child Within the Man (2024)[41]

## Фільмографія

### Фільм
| Рік      | Назва                                               | Роль                                     | Примітки |
| -------- | --------------------------------------------------- | ---------------------------------------- | --- |
| 1992 рік | A Year and a Half in the Life of Metallica          | себе                                     | Жартує за лаштунками зі Слешем і Ларсом Ульріхом, імітуючи ведучого MTV Рікі Рахтмана та колишнього гітариста Дейва Мастейна під час туру по стадіону 1992 року |
| 1999 рік | Final Rinse                                         | Buddy                                    | |
| 2000 рік | Point Doom                                          | Slim                                     | |
| 2009 рік | Trailer Park Boys: Countdown to Liquor Day          | Клієнт Ренді/Джон (в титрах не указаний) | |
| 2010 рік | Rush: Beyond the Lighted Stage                      | себе                                     | |
| 2012 рік | Asking Alexandria: Through Sin and Self-Destruction | себе                                     | |
| 2012 рік | Рок на віки                                         | рокер                                    | Камео |
| 2013 рік | Sebastian Bach: Kicking and Screaming and Touring   | себе                                     | |
| 2013 рік | Yukon Kornelius                                     |                                          | Телевізійний фільм |
| 2014 рік | Swearnet: The Movie                                 | себе                                     | |
| 2016 рік | Deserted                                            | лучник                                   | |
| 2017 рік | American Satam                                      | себе (в титрах не указаний)              | |

### Телебачення
| Рік       | Назва                                       | Роль                      | Примітки                                        |
| --------- | ------------------------------------------- | ------------------------- | ----------------------------------------------- |
| 1993      | Суботнього вечора в прямому етері           | себе                      | епізод: "Charles Barkley / Nirvana"             |
| 2000      | MTV Cribs                                   | себе                      |                                                 |
| 2001      | Strange Frequency                           | Grim Reaper               | епізод: "Don't Fear the Reaper"                 |
| 2002      | I Love the '80s                             | себе                      |                                                 |
| 2002      | Never Mind the Buzzcocks                    | себе                      |                                                 |
| 2003–2007 | Дівчата Гілмор                              | Gil                       | 13 епізодів                                     |
| 2003      | I Love the '80s Strikes Back                | себе                      |                                                 |
| 2004      | Kiss Loves You                              | себе                      |                                                 |
| 2004      | I Love the '90s                             | себе                      |                                                 |
| 2006      | Heavy: The Story of Metal                   | себе                      |                                                 |
| 2006      | Supergroup                                  | себе                      | 7 епізодів                                      |
| 2007      | Trailer Park Boys                           | себе                      | 5 епізодів                                      |
| 2007      | Celebrity Rap Superstar                     | себе                      |                                                 |
| 2008      | Робоцип                                     | Wildman Martian Manhunter | голос; епізод "They Took My Thumbs"             |
| 2008      | Z Rock                                      | себе                      | епізод: "Paul and David Nearly Miss a Huge Gig" |
| 2008–09   | Gone Country                                | себе                      | 8 епізодів                                      |
| 2008      | VH1 100 Greatest Hard Rock Songs            | себе                      |                                                 |
| 2010      | Celebrity Fit Club                          | себе                      | 5 епізодів                                      |
| 2010      | SpongeBob SquarePants                       | Triton                    | голос, епізод: "The Clash of Triton"            |
| 2011      | Adults Only                                 | Shifty                    |                                                 |
| 2012      | The Eric André New Year's Eve Spooktacular  | себе                      |                                                 |
| 2013      | Californication                             | Tony (Dead Rock Star)     | епізод: "Dead Rock Stars"                       |
| 2014      | Trailer Park Boys                           | себе                      | 2 епізоди                                       |
| 2014      | Sing Your Face Off                          | себе                      | 6 епізодів                                      |
| 2016      | Gilmore Girls: A Year in the Life           | Gil                       | 1 епізод                                        |
| 2016      | Trailer Park Boys: Out of the Park - Europe | себе                      | 1 епізод                                        |
| 2017      | Trailer Park Boys: Out of the Park - US     | себе                      | 1 епізод                                        |
| 2022      | Hell's Kitchen                              | себе                      | епізод: "Slipping Down to Hell"                 |
| 2023      | The Masked Singer                           | себе/Tiki                 | 10 сезон; 3 епізоди                             |

### Сцена
| Рік            | Назва                     | роль                              | Примітки                   |
| -------------- | ------------------------- | --------------------------------- | -------------------------- |
| 2000 рік       | Jekyll & Hyde             | Доктор Генрі Джекіл / Едвард Хайд |                            |
| 2001 рік       | The Rocky Horror Show     | Riff Raff                         |                            |
| 2002–2003 роки | Ісус Христос — суперзірка | Ісус з Назарету                   |                            |
| 2004 рік       | Jekyll & Hyde             | Доктор Генрі Джекіл / Едвард Хайд | Меморіальна аудиторія Ролі |

## Зовнішні посилання
- Офіційний сайт
- Sebastian Bach на сайті IMDb (англ.)
- Sebastian Bach discography at MusicBrainz
- Себастьян Бах на сайті Discogs (англ.)